# Charaxes proximans
Charaxes proximans är en fjärilsart som beskrevs av James John Joicey och Talbot 1922. Charaxes proximans ingår i släktet Charaxes och familjen praktfjärilar. Inga underarter finns listade i Catalogue of Life.